# Cnemaspis chanthaburiensis
Cnemaspis chanthaburiensis este o specie de șopârle din genul Cnemaspis, familia Gekkonidae, descrisă de Rudolf Bauer și Das 1998. Conform Catalogue of Life specia Cnemaspis chanthaburiensis nu are subspecii cunoscute.